# Дифалія
Дифалія (від дав.-гр. δι — два і φαλλός — статевий член) — вроджене подвоєння статевого члена. Вперше цю аномалію зафіксував у 1609 році швейцарський лікар Йоганн Веккер.